# Denkmäler der Volksrepublik China (Fujian)
Die folgende Tabelle bietet eine Übersicht zu sämtlichen Denkmälern der Provinz Fujian (Abk. Min), die auf der Denkmalliste der Volksrepublik China stehen:
| Name                                                                                       | Beschluss | Kreis/Ort             | siehe (auch) | Bild |
| ------------------------------------------------------------------------------------------ | --------- | --------------------- | --- | ---- |
| Gutian huiyi huizhi 古田会议会址                                                           | 1-18      | Shanghang xian 上杭县 | Stätte der Gutian-Konferenz (Dez. 1929 – Jan. 1930) (Kreis Shanghang)                                                                                            |      |
| Anping qiao (Wuli qiao) 安平桥(五里桥)                                                     | 1-59      | Jinjiang shi 晋江市   | Anping-Brücke (Jinjiang) |      |
| Qingjing si 清净寺                                                                         | 1-87      | Quanzhou shi 泉州市   | Qingjing-Moschee (Quanzhou) |      |
| Hualin si dadian 华林寺大殿                                                                | 2-19      | Fuzhou shi 福州市     | Haupthalle des Hualin-Tempels (Fuzhou) |      |
| Kaiyuan si 开元寺                                                                          | 2-20      | Quanzhou shi 泉州市   | Kaiyuan-Tempel (Quanzhou) |      |
| Zheng Chenggong mu 郑成功墓                                                                | 2-60      | Nan'an shi 南安市     | Grab des Koxinga (Nan'an) |      |
| Lin Zeyu mu 林则徐墓                                                                       | 3-2       | Fuzhou shi 福州市     | Grab von Lin Zexu (Fuzhou) |      |
| Changting geming jiuzhi 长汀革命旧址                                                       | 3-29      | Changting xian 长汀县 | Sitz der ehemaligen Sowjet-Regierung in Changting (Kreis Changting)                                                                                              |      |
| Chen Jiageng mu 陈嘉庚墓                                                                   | 3-38      | Xiamen shi 厦门市     | Grab von Tan Kah Kee (Xiamen) |      |
| Mulan bei 木兰陂                                                                           | 3-56      | Putian shi 莆田市     | Mulanbei-Reservoir (Putian) |      |
| Chongwu chengqiang 崇武城墙                                                                | 3-61      | Hui'an xian 惠安县    | Stadtmauer von Chongwu (Hui’an) |      |
| Luoyang qiao 洛阳桥                                                                        | 3-68      | Quanzhou shi 泉州市   | Luoyang-Brücke (Quanzhou) |      |
| Taining Shangshudi jianzhuqun 泰宁尚书第建筑群                                             | 3-86      | Taining xian 泰宁县   | Residenz des Shangshudi in Taining (Kreis Taining) |      |
| Quanzhou Tianhou gong 泉州天后宫                                                           | 3-133     | Quanzhou shi 泉州市   | Palast der Himmelskaiserin in Quanzhou |      |
| Shijiawen Fo ta 释迦文佛塔                                                                 | 3-149     | Putian shi 莆田市     | Sakya-Schrift-Pagode (Sakya Script Pagoda) (im Osten des Guanghua-Tempels in Putian)                                                                             |      |
| Qingyuan Shan shizaoxiang 清源山石造像                                                     | 3-169     | Quanzhou shi 泉州市   | Steinskulpturen im Qingyuan Shan („Laozi-Statue“ u. a.) (Quanzhou)                                                                                               |      |
| Jiurishan moya shike 九日山摩崖石刻                                                        | 3-176     | Nan'an shi 南安市     | Steinschnitzereien im Jiurishan (Nan'an) |      |
| Qudougong Dehua yao yizhi 屈斗宫德化窑遗址                                                 | 3-229     | Dehua xian 德化县     | Songzeitlicher Keramik-Brennofen aus Dehua (Kreis Dehua) (s. Dehua-Porzellan (Blanc-de-Chine))                                                                   |      |
| Yisilanjiao shengmu 伊斯兰教圣墓                                                           | 3-250     | Quanzhou shi 泉州市   | Muslimischer Friedhof (Quanzhou) |      |
| Chengcun Hancheng yizhi 城村汉城遗址                                                       | 4-38      | Wuyishan shi 武夷山市 | Ruine der Han-Stadt Chengcun (Wuyishan) |      |
| Yuanmiaoguan Sanqingdian 元妙观三清殿                                                      | 4-103     | Putian shi 莆田市     | Sanqing-Halle des Yuanmiao-Tempels (Putian) |      |
| Qing, Baijiao Ciji gong 青、白礁慈济宫                                                     | 4-104     | Xiamen shi 厦门市     | Qingjiao Ciji gong und Baijiao Ciji gong (Xiamen) |      |
| Dongshan Guan Di miao 东山关帝庙                                                           | 4-144     | Dongshan xian 东山县  | Guandi-Tempel auf der Insel Dongshan (Kreis Dongshan) |      |
| Zhangzhou shipaifang 漳州石牌坊                                                            | 4-145     | Zhangzhou shi 漳州市  | Steinerner Paifang von Zhangzhou (Zhangzhou) |      |
| Fujian tulou 福建土楼                                                                      | 4-172     | Hua'an xian 华安县    | Tulou (Fujian-„Erdgebäude“, Kreis Hua’an) |      |
| Ruiyan Mile zaoxiang 瑞岩弥勒造像                                                          | 4-196     | Fuqing shi 福清市     | Ruiyan-Maitreya-Statue (Fuqing) |      |
| Cao'an shike 草庵石刻                                                                      | 4-198     | Jinjiang shi 晋江市   | Steinschnitzereien des Cao'an-Tempels (Mani-Skulptur) (Jinjiang)                                                                                                 |      |
| Majiang haizhan paotai, Lieshi mu ji Zhaozhong ci 马江海战炮台、烈士墓及昭忠祠             | 4-203     | Fuzhou shi 福州市     | Majiang-Seeschlacht-Fort, Grab der Märtyrer und Zhaozhong-Ahnenhalle (23. August 1884, Chinesisch-Französischer Krieg) (Fuzhou)                                  |      |
| Hulishan paotai 胡里山炮台                                                                 | 4-204     | Xiamen shi 厦门市     | Hulishan-Fort (Xiamen) |      |
| Wanshouyan yizhi 万寿岩遗址                                                                | 5-51      | Sanming shi 三明市    | Wanshouyan-Stätte (Paläolithikum) (Sanming) |      |
| Tanshishan yizhi 昙石山遗址                                                                | 5-52      | Minhou xian 闽侯县    | Tanshishan-Stätte (Neolithikum) (Kreis Minhou) |      |
| Jian yao yizhi 建窑遗址                                                                    | 5-53      | Jianyang shi 建阳市   | Stätte des Jian-Brennofens (Jianyang) |      |
| Tianzhong Wanshou ta 天中万寿塔                                                            | 5-324     | Xianyou xian 仙游县   | Tianzhong Wanshou-Pagode (Kreis Xianyou) |      |
| Anzhenbao 安贞堡                                                                           | 5-325     | Yong'an shi 永安市    | Fort Anzhenbao (Yong’an) |      |
| Chen taiwei gong 陈太尉宫                                                                  | 5-326     | Luoyuan xian 罗源县   | Palast des taiwei-Beamten Chen (Kreis Luoyuan) |      |
| Caishi gu minju jianzhuqun 蔡氏古民居建筑群                                                | 5-327     | Nan'an shi 南安市     | Alte Residenz der Familie Cai (Nan'an) |      |
| Quanzhou fu Wenmiao 泉州府文庙                                                             | 5-328     | Quanzhou shi 泉州市   | Konfuzianischer Tempel der Präfektur Quanzhou (Quanzhou) |      |
| Baoshan si dadian 宝山寺大殿                                                               | 5-329     | Shunchang xian 顺昌县 | Große Halle des Baoshan-Tempels (Kreis Shunchang) |      |
| Chongmiao Baosheng Jianlao ta 崇妙保圣坚牢塔                                               | 5-330     | Fuzhou shi 福州市     | Chongmiao Baosheng Jianlao Pagode (Fuzhou) |      |
| Zhangzhou fu Wenmiao Dachengdian 漳州府文庙大成殿                                          | 5-331     | Zhangzhou shi 漳州市  | Haupthalle des Konfuzianischen Tempels der Präfektur Zhangzhou (Zhangzhou)                                                                                       |      |
| Jiangdong qiao 江东桥                                                                      | 5-332     | Zhangzhou shi 漳州市  | Jiangdong-Brücke (Zhangzhou) |      |
| Zhaojiabao – Yi'anbao 赵家堡—诒安堡                                                        | 5-333     | Zhangpu xian 漳浦县   | Zhaojiabao und Yi'anbao (Kreis Zhangpu) |      |
| Gu Shan moya shike 鼓山摩崖石刻                                                            | 5-453     | Fuzhou shi 福州市     | Felsschnitzereien des Gu Shan („Trommelberg“) (Fuzhou) |      |
| Fujian Chuanzheng zhujian 福建船政建筑                                                     | 5-491     | Fuzhou shi 福州市     | Fujian-Chuanzheng-Gebäude (Fuzhou) |      |
| Sibao shufang jianzhu 四堡书坊建筑                                                         | 5-515     | Liancheng xian 连城县 | Sibao-Buchhandlung-Gebäude (Kreis Liancheng) |      |
| Beiyuan yubei yizhi 北苑御焙遗址                                                           | 6-95      | Jian'ou shi 建瓯市    | Beiyuan-Yubei-Stätte (Beiyuan-Tributsteegarten) (Jian’ou) |      |
| Cizao yao zhi 磁灶窑址                                                                     | 6-96      | Jinjiang shi 晋江市   | Cizao-Brennofen (Jinjiang) |      |
| Dejimen yizhi 德济门遗址                                                                   | 6-97      | Quanzhou shi 泉州市   | Dejimen-Stätte (Quanzhou) |      |
| Nansheng yao zhi 南胜窑址                                                                  | 6-98      | Pinghe                | Stätte des Nansheng-Brennofens (Kreis Pinghe) |      |
| Wuyishan yamuqun 武夷山崖墓群                                                              | 6-253     | Wuyishan shi 武夷山市 | Wuyishan-Felsgräber (Wuyishan) |      |
| Zhu Xi mu 朱熹墓                                                                           | 6-254     | Jianyang shi 建阳市   | Grab von Zhu Xi (Jianyang) |      |
| Zhenhai di 镇海堤                                                                          | 6-578     | Putian shi 莆田市     | Zhenhai-Deich (Putian) |      |
| Mingshanshi 名山室                                                                         | 6-579     | Yongtai xian 永泰县   | Daoistische Mingshanshi-Stätte (Kreis Yongtai) |      |
| Quanzhou gang gu jianzhu 泉州港古建筑                                                      | 6-580     | Quanzhou shi 泉州市   | Alte Architektur im Hafen von Quanzhou (Quanzhou) |      |
| Shengshou baota 圣寿宝塔                                                                   | 6-581     | Changle shi 长乐市    | Shengshou-Pagode (Changle) |      |
| Wuchen ta 无尘塔                                                                           | 6-582     | Xianyou xian 仙游县   | Wuchen-Pagode (Kreis Xianyou) |      |
| Sanfangqixiang he Zhuzifang jianzhuqun 三坊七巷和朱紫坊建筑群                              | 6-583     | Fuzhou shi 福州市     | Architektur von Sanfangqixiang und Zhuzifang (Fuzhou) |      |
| Peitiancun gu jianzhuqun 培田村古建筑群                                                    | 6-584     | Liancheng xian 连城县 | Alte Architektur des Dorfes Peitian (Kreis Liancheng) |      |
| Nanshan gong 南山宫                                                                        | 6-585     | Hua'an xian 华安县    | Nanshan-Palast (Kreis Hua’an) |      |
| Xipo Tianhou gong 西陂天后宫                                                               | 6-586     | Yongding xian 永定县  | Xipo Tianhou Palast (Kreis Yongding) |      |
| Shifeng si 狮峰寺                                                                          | 6-587     | Fu'an shi 福安市      | Shifeng-Tempel (Fu’an) |      |
| Zhangzhou Linshi zong ci 漳州林氏宗祠                                                      | 6-588     | Zhangzhou shi 漳州市  | Ahnenschrein der Familie Lin in Zhangzhou (Zhangzhou) |      |
| Zhangpu Wenmiao Dacheng dian 漳浦文庙大成殿                                                | 6-589     | Zhangpu xian 漳浦县   | Haupthalle des Konfuzianischen Tempels von Zhangpu (Kreis Zhangpu)                                                                                               |      |
| Baoyan si dadian 宝严寺大殿                                                                | 6-590     | Shaowu shi 邵武市     | Haupthalle des Baoyan-Tempels (Shaowu) |      |
| Chendai Dingshi zongci 陈埭丁氏宗祠                                                        | 6-591     | Jinjiang shi 晋江市   | Ahnenschrein der Familie Ding in Chendai (Hui-Chinesen) (Jinjiang)                                                                                               |      |
| Zhengshun miao 正顺庙                                                                      | 6-592     | Sanming shi 三明市    | Zhengshun-Tempel (Südliche Song-Dynastie) (Sanming) |      |
| Min dongbei langqiao 闽东北廊桥                                                            | 6-593     | Pingnan xian 屏南县   | Korridor-Brücken von Nordost-Fujian (Kreis Pingnan) |      |
| Anxi wenmiao 安溪文庙                                                                      | 6-594     | Anxi xian 安溪县      | Konfuzianischer Tempel von Anxi (Kreis Anxi) |      |
| Deyuan tang 德远堂                                                                         | 6-595     | Nanjing xian 南靖县   | Deyuan-Halle (Nanjing (Zhangzhou)) |      |
| Shi Lang zhai, ci he mu 施琅宅、祠和墓                                                     | 6-596     | Jinjiang shi 晋江市   | Shi-Lang-Residenz, Ahnentempel und Grab (Jinjiang) |      |
| Mazu miao 妈祖庙                                                                           | 6-597     | Putian shi 莆田市     | Mazu-Tempel (Putian) |      |
| Linshi yizhuang 林氏义庄                                                                   | 6-598     | Longhai shi 龙海市    | Yizhuang der Lin-Familie (Longhai) |      |
| Fuzhou wenmiao 福州文庙                                                                    | 6-599     | Fuzhou shi 福州市     | Konfuzianischer Tempel von Fuzhou (Fuzhou) |      |
| Jian'ou Dongyue miao 建瓯东岳庙                                                            | 6-600     | Jian'ou shi 建瓯市    | Dongyue-Tempel von Jian'ou (Jian’ou) |      |
| Qiyun dong zaoxiang 栖云洞造像                                                             | 6-826     | Luoyuan xian 罗源县   | Statuen der Qiyun-Höhle (Kreis Luoyuan) |      |
| Xianying gong nisu 显应宫泥塑                                                              | 6-827     | Changle 长乐市        | Tonskulpturen des Xianying-Palastes (Changle) |      |
| Lingji gong bei 灵济宫碑                                                                   | 6-828     | Minhou xian 闽侯县    | Lingjigong-Steintafel (Ming-Dynastie) (Kreis Minhou) |      |
| Chen Huacheng mu 陈化成墓                                                                  | 6-962     | Xiamen shi 厦门市     | Grab von Chen Huacheng (Xiamen) |      |
| Gulangyu jindai jianzhuqun 鼓浪屿近代建筑群                                                | 6-963     | Xiamen shi 厦门市     | neuzeitliche Architektur von Gulangyu (Xiamen) |      |
| Yan Fu guju he mu 严复故居和墓                                                             | 6-964     | Fuzhou shi 福州市     | Wohnsitz und Grab von Yan Fu (Fuzhou) |      |
| Tianyi zongju jiuzhi 天一总局旧址                                                          | 6-965     | Longhai shi 龙海市    | Tianyi-Postbüro-Stätte (Guo Youpin) (Longhai) |      |
| Jimei xuecun he Xiamen daxue zaoqi jianzhu 集美学村和厦门大学早期建筑                      | 6-966     | Xiamen shi 厦门市     | Frühe Gebäude des Jimei-Schuldorfs und der Xiamen-Universität (Tan Kah Kee)                                                                                      |      |
| Xiamen poyu douzheng jiuzhi 厦门破狱斗争旧址                                               | 6-967     | Xiamen shi 厦门市     | Stätte des Gefängnis-Kampfes von Xiamen (Siming, 25. Mai 1930) (Xiamen)                                                                                          |      |
| Jianning hong yi fangmianjun lingdao jiguan jiuzhi 建宁红一方面军领导机关旧址              | 6-968     | Jianning xian 建宁县  | Stätte des Führungsapparats der Ersten Frontarmee der Roten Armee in Jianning (1931–1933, Zweiter Einkreisungsfeldzug gegen den Jiangxi-Sowjet) (Kreis Jianning) |      |
| Zhongguo Gong-Nong Hongjun donglu jun lingdao jiguan jiuzhi 中国工农红军东路军领导机关旧址 | 6-969     | Zhangzhou shi 漳州市  | Stätte des Führungsapparats der Östlichen Marscharmee der Chinesischen Roten Armee der Arbeiter und Bauern (Zhangzhou)                                           |      |